# Dầu nhuyễn thể

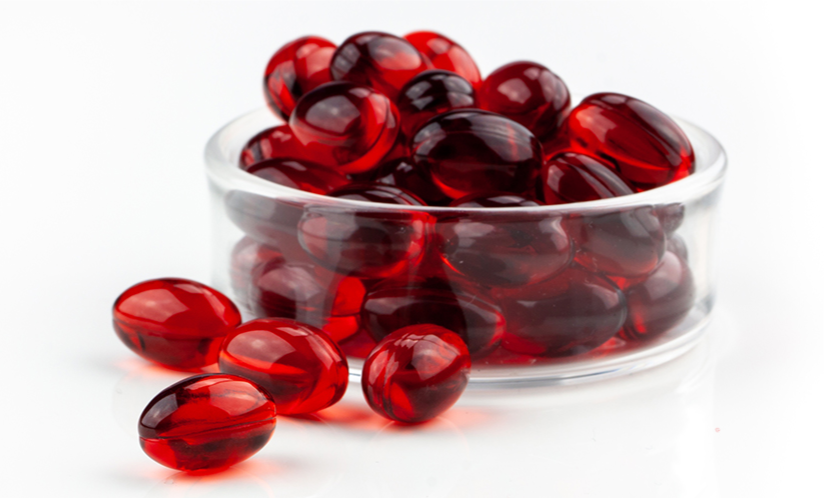
Dầu nhuyễn thể ở dạng viên nang

Dầu nhuyễn thể là một loại dầu được chiết xuất từ con nhuyễn thể (Euphausia superba), là một loài tôm nhỏ, sống thành đàn lớn ở vùng biển Nam Cực, chứa nhiều dưỡng chất và quan trọng nhất là các axit béo omega-3 gốc phospholipid và astaxanthin, một chất chống oxy hóa mạnh giúp làm giảm các triệu chứng tiền kinh nguyệt hay đau bụng kinh vốn ảnh hưởng nghiêm trọng đến việc học tập và sinh hoạt của phụ nữ, đặc biệt là các bạn gái trẻ. Dầu nhuyễn thể chứa chất chống oxy hóa cao hơn dầu cá, kết hợp với một lượng lớn omega 3-6-9, vitamin A, vitamin E nên có tác dụng chống lão hóa rất tốt. Dầu nhuyễn thể chứa các thành phần dinh dưỡng chủ yếu sau đây:
- Axit béo omega-3 gốc phospholipid.
- Chất chống oxy hóa tự nhiên, điển hình như astaxanthin – được xem là một trong những chất chống oxy hóa tự nhiên mạnh nhất.[1]
- Phospholipid giúp bảo vệ màng tế bào.
- Các loại vitamin và khoáng chất cần thiết cho cơ thể (vitamin A, E, …).
- Choline giúp phát triển trí não.

## Nhuyễn thể

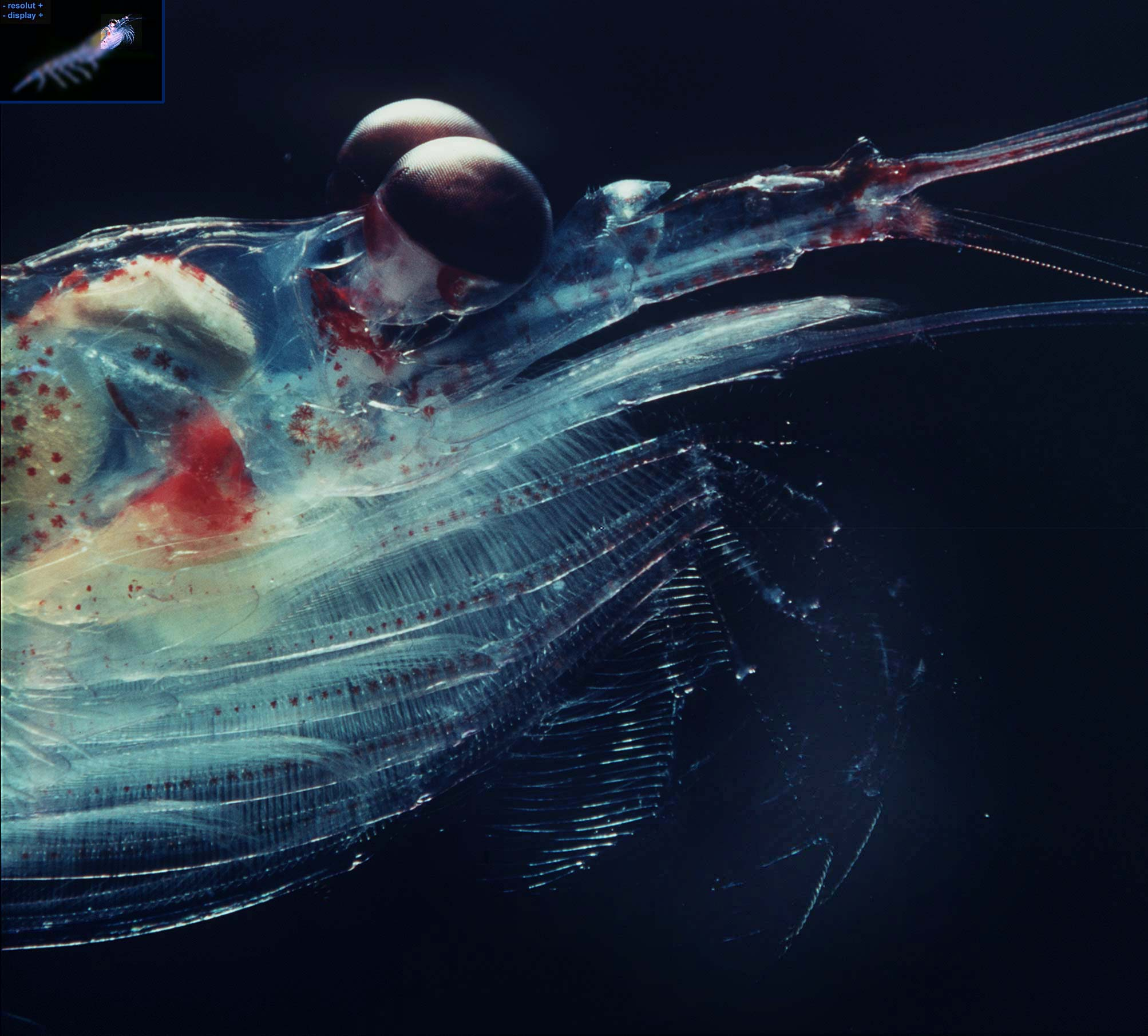
Một con nhuyễn thể

Nhuyễn thể là một loài giáp xác nhỏ, có thể được tìm thấy ở hầu hết các vùng biển trên thế giới, nhưng tập trung chủ yếu vẫn là ở Nam Cực và Bắc Cực. Nhuyễn thể có cùng họ với các loài động vật biển như tôm, cua. Theo thống kê, có đến hơn 80 loài nhuyễn thể khác nhau, trong đó nhuyễn thể Nam Cực (Euphausia superba) là loài có thể đánh bắt được, do chúng sống thành đàn lớn ở các vùng nước không bị đóng băng. Các đàn nhuyễn thể khi di chuyển có chiều dài lên đến hàng km với mật độ hàng triệu con trên một mét khối.

## So với dầu cá

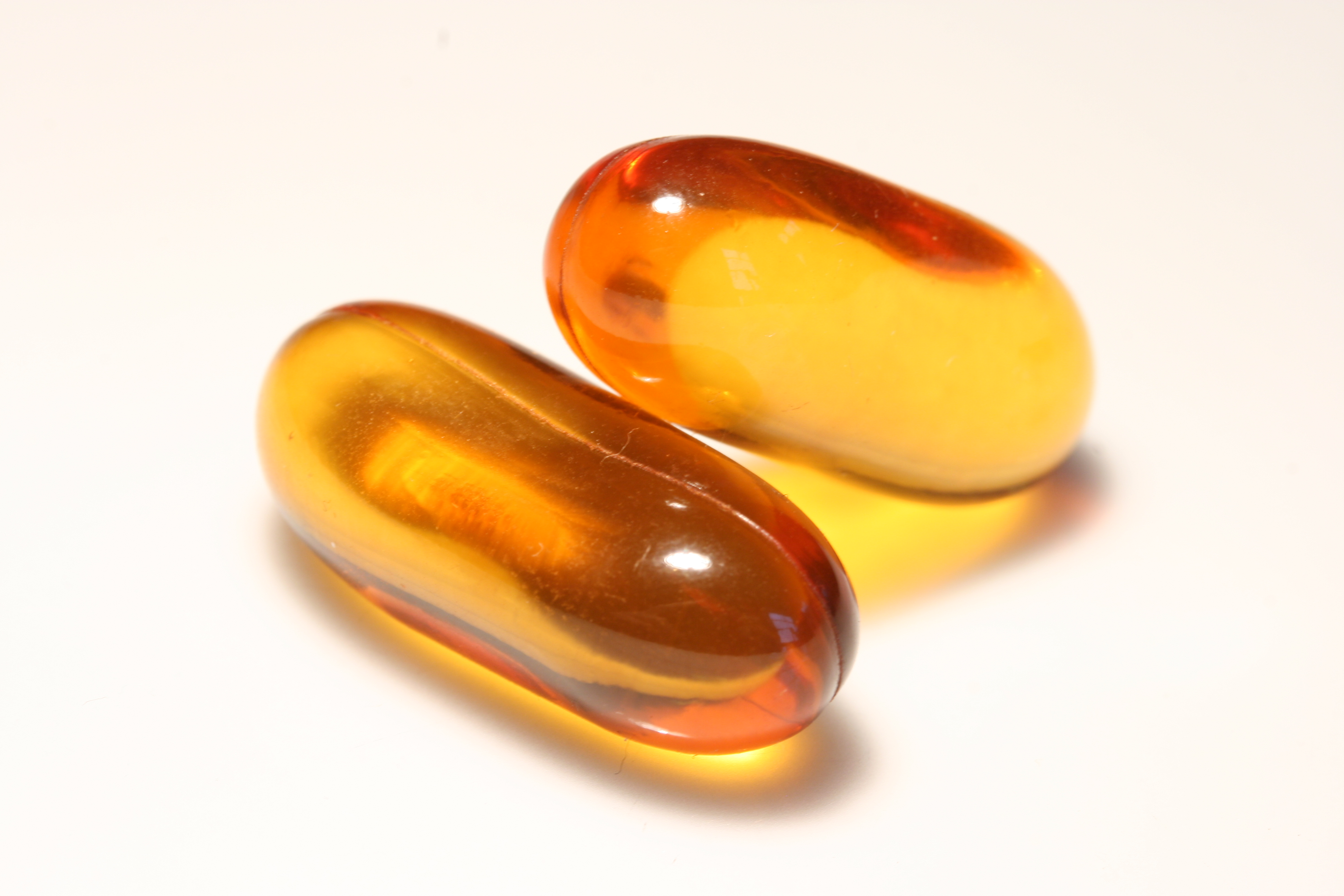
Viên dầu cá có màu vàng sáng trong khi dầu nhuyễn thể sậm màu

Dầu nhuyễn thể giàu axit béo omega-3, chủ yếu là axit Eicosapentaenoic (EPA) và axit Docosahexaenoic (DHA), gắn với gốc phospholipid. Dầu nhuyễn thể thường được so sánh với dầu cá. Mặc dù cùng là nguồn cung cấp các axit béo omega-3 thiết yếu đối với cơ thể nhưng về bản chất thì hai loại dầu này rất khác nhau. 
Điểm khác biệt đầu tiên và quan trọng nhất chính là gốc axit béo omega-3. Không giống như omega-3 từ dầu cá có gốc triglyceride, các axit béo omega-3 từ dầu nhuyễn thể hầu hết đều có gốc phospholipid. Triglyceride là một este gồm 3 axit béo liên kết với 1 gốc glycerol, trong khi phospholipid chỉ gồm 2 axit béo liên kết với 1 gốc glycerol. Nhóm phosphat có trong phospholipid liên kết với một đầu hữu cơ ưa nước, đồng thời cũng liên kết với gốc glycerol. Đầu hữu cơ ưa nước này bao gồm choline (là chủ yếu), ethanolamine, glycerol, inositol orserine. Cấu trúc khác nhau giữa hai loại axit béo tạo nên những đặc tính khác nhau giữa chúng. Trong khi triglyceride kị nước và không thể hòa tan thì phospholipid với 1 đầu kị nước và 1 đầu ưa nước giúp nó có khả năng hòa tan tốt hơn. 
Điểm khác biệt thứ hai là về  khả năng chống oxy hóa. Trong dầu nhuyễn thế chứa hàm lượng chất chống oxy hóa tự nhiên cao hơn dầu cá đến 47 lần. Astaxanthin là thành phần mang đến tác dụng chống oxy hóa mạnh mẽ cho dầu nhuyễn thể.
Khác biệt kế tiếp là dầu nhuyễn thể là sản phẩm "xanh, sạch và an toàn" hơn dầu cá. Theo các tài liệu được công bố thì loài sinh vật có vị trí càng thấp trong chuỗi thức ăn thì càng chứa ít độc tố hơn. Nhuyễn thể là sinh vật nằm cuối chuỗi thức ăn, chỉ ăn các sinh vật đơn bào nên rất sạch, không bị nhiễm độc chất, kim loại nặng (ví dụ như chì, thủy ngân,…) từ môi trường nên sản phẩm dầu nhuyễn thể rất "sạch" khi dùng cho cơ thể, đặc biệt là trẻ nhỏ. Nhuyễn thể là loài gần như không thể tuyệt chủng, việc đánh bắt nhuyễn thể được quản lý rất chặt chẽ, thời gian đánh bắt phải theo mùa và sản lượng đánh bắt phải được cấp phép bởi CCAMRL nên dầu nhuyễn thể là một sản phẩm "xanh" rất thân thiện với môi trường. Ngoài ra, do được chiết xuất từ nhuyễn thể nên dầu nhuyễn thể có vị tôm thơm ngon, không gây ợ tanh như dầu cá.

## Nghiên cứu lâm sàng
Kết quả của nhiều nghiên cứu chỉ ra rằng tác dụng sinh học của axit béo có gốc phospholipid là tốt hơn so với gốc triglyceride, đặc biệt đối với axit béo omega-3. Bên cạnh đó, khả năng hấp thu omega-3 khi dùng dầu nhuyễn thể là cao hơn gấp nhiều lần so với omega-3 hấp thu từ dầu cá.
Các nhà nghiên cứu đã tiến hành một số thử nghiệm về tính sinh khả dụng (khả năng hấp thu vào cơ thể) của axit béo omega-3 có trong dầu nhuyễn thể trên cơ thể người. Kết quả từ những thí nghiệm này cho thấy nồng độ EPA và DHA trong huyết tương đều tăng lên đáng kể, điều đó chứng minh được rằng axit béo omega-3 trong dầu nhuyễn thể có tính sinh khả dụng rất cao. 
Trong một thử nghiệm mù đôi (double-blind experiment) kéo dài 1 tháng, 76 đối tượng thừa cân và béo phì được phát ngẫu nhiên ba loại thực phẩm khác nhau: dầu nhuyễn thể, dầu cá và dầu ô liu. Hàm lượng EPA có trong dầu nhuyễn thể và dầu cá là bằng nhau. Tuy nhiên sau 4 tuần, các nhà nghiên cứu thu được kết quả rằng, nồng độ huyết tương EPA của nhóm sử dụng dầu nhuyễn thể cao hơn so với nhóm dùng dầu cá.
Một thử nghiệm khác kéo dài 7 tuần với 113 đối tượng (mắc bệnh mỡ trong máu hoặc máu có hàm lượng triglyceride cao) được tiến hành. 113 người này được chia thành 3 nhóm khác nhau: nhóm sử dụng dầu nhuyễn thể, nhóm dùng dầu cá và nhóm không điều trị. Kết quả cho thấy 2 nhóm sử dụng dầu nhuyễn thể và dầu cá có nồng độ huyết tương EPA và DHA cao hơn nhóm không điều trị.
Tuy nhiên, ở một thử nghiệm khác (thử nghiệm mù đôi giả dược) được tiến hành trên những tình nguyện viên khỏe mạnh nhằm đánh giá tác dụng của 3 liệu pháp khác nhau (dầu nhuyễn thể, dầu cá và giả dược) trên tế bào hồng cầu và huyết tương. Thử nghiệm kéo dài 4 tuần này là thử nghiệm đầu tiên xem xét tác động của omega-3 đến thành phần axit béo có trong tế bào hồng cầu, giúp đánh giá khả năng hấp thu của các thành phần biểu mô trong dài hạn. Liều lượng axit béo omega-3 có trong dầu cá và dầu nhuyễn thể được sử dụng là như nhau. Kết quả thí nghiệm cho thấy nồng độ huyết tương và tế bào hồng cầu ở nhóm đối tượng sử dụng dầu cá và dầu nhuyễn thể tăng lên nhiều hơn so với nhóm dùng giả dược. Tuy nhiên, các nhà nghiên cứu còn phát hiện rằng nhóm đối tượng dùng dầu nhuyễn thể có nồng độ huyết tương, tế bào hồng cầu cũng như mức độ hấp thu axit béo omega-3 cao hơn so với nhóm dùng dầu cá. Cụ thể, theo kết quả của thí nghiệm trên, những đối tượng sử dụng dầu nhuyễn thế có hàm lượng axit béo omega-3 được hấp thu vào cơ thể cao hơn gấp 2,5 lần so với nhóm dùng dầu cá.

## Lợi ích

### Cung cấp omega 3
Một nghiên cứu kéo dài 8 tuần do Đại học Sydney (Úc) tiến hành trên hai nhóm người trưởng thành có thể trạng như nhau:
| Nhóm 1                                  | Nhóm 2                      |
| --------------------------------------- | --------------------------- |
| Sử dụng dầu nhuyễn thể NKO: 500 mg/ngày | Sử dụng dầu cá: 500 mg/ngày |
| Chỉ số omega-3 = 6,69                   | Chỉ số omega-3 = 5.89       |

Theo đó, chỉ số omega-3 cho biết lượng omega-3 hấp thu vào cơ thể. Chỉ số omega-3 càng gần 8 thì nguy cơ bệnh tim mạch càng thấp.
Như vậy, omega-3 từ dầu nhuyễn thể NKO được hấp thu cao hơn omega-3 từ dầu cá, đồng thời giảm nguy cơ mắc bệnh tim mạch tốt hơn.

### Giảm mỡ máu, đường huyết
Nghiên cứu do Đại học McGill và Trung tâm JSS Medical Research (Canada) tiến hành trong 12 tuần trên 120 bệnh nhân từ 25-75 tuổi có nguy cơ mắc bệnh tim mạch, được công bố trên tạp chí Alternative Medicine Review. Các bệnh nhân được điều trị với liều lượng 1-1.5g dầu nhuyễn thể mỗi ngày. Dầu nhuyễn thể dùng trong nghiên cứu này chính là dầu nhuyễn thể Neptune Krill Oil (NKO) được cung cấp bởi Neptune Technology and Bioressources, Laval, Quebec, Canada. Kết quả cuối cùng cho thấy:
| Các chỉ tiêu quan trọng liên quan bệnh tim mạch | 1000 mg dầu nhuyễn thể NKO/ngày | 3.000 mg dầu cá/ngày |
| ----------------------------------------------- | ------------------------------- | -------------------- |
| Mức cholesterol                                 | Giảm -13,6%                     | Giảm -5,9%           |
| Mức triglyceride                                | Giảm -11,5%                     | Giảm -3,2%           |
| Cholesterol có hại LDL                          | Giảm -33,9%                     | Giảm -4,6%           |
| Cholesterol có lợi HDL                          | Tăng +43,3%                     | Tăng +4,2%           |
| Chỉ số đường huyết                              | Giảm -6,3%                      | Giảm -3,3%           |

Dầu nhuyễn thể là một liệu pháp an toàn từ tự nhiên giúp giảm các chỉ số mỡ trong máu và chỉ số đường huyết; hơn nữa, chi phí sử dụng dầu nhuyễn thể sẽ thấp hơn so với các lựa chọn khác.

### Giảm viêm khớp, sưng viêm
Nghiên cứu của Đại học Health Network Toronto (Canada) cho thấy: với liều lượng dầu nhuyễn thể Neptune Krill Oil được sử dụng (500 mg/ngày), sau 14 ngày, các triệu chứng sưng viêm giảm rõ rệt:
- Phản ứng viêm CRP giảm 29,7%
- Chứng đau và cứng khớp giảm 25,7%
- Suy giảm chức năng vận động giảm 29,3%

Dầu nhuyễn thể được khuyên dùng cho những đối tượng mắc các bệnh về khớp, suy giảm chức năng vận động, bị các chứng sưng viêm khớp mãn tính, có nguy cơ bệnh khớp (gồm người bị dư cân, người thường xuyên lao động hoặc vận động ở các tư thế gây nhiều áp lực lên khớp,...)

### Tiền kinh nguyệt
Nghiên cứu của Đại học McGill và Bệnh viện Sacré-Coeur (Canada) tiến hành trên 70 phụ nữ thường gặp các triệu chứng tiền kinh nguyệt, thuộc nhiều lứa tuổi, được công bố trên tạp chí Alternative Medicine Review, cho thấy:
| Các triệu chứng tiền kinh nguyệt | 500 mg dầu nhuyễn thể NKO/ngày | 1.000 mg dầu cá/ngày |
| -------------------------------- | ------------------------------ | -------------------- |
| Sưng phù, sưng tấy               | Giảm -21%                      | Giảm -10%            |
| Đau phần bụng dưới               | Giảm -34%                      | Giảm -20%            |
| Trầm cảm, căng thẳng             | Giảm -39%                      | Giảm -13%            |
| Đau ngực, đau nhức cơ bắp        | Giảm -42%                      | Giảm -15%            |
| Cáu kỉnh                         | Giảm -47%                      | Giảm -10%            |

Dầu nhuyễn thể Neptune Krill Oil giúp đẩy lùi các triệu chứng tiền kinh nguyệt mà không gây tác dụng phụ như thuốc giảm đau; đồng thời dầu nhuyễn thể Neptune Krill Oil còn có tác dụng chống lão hóa cho phụ nữ.

### Khả năng tập trung
Nghiên cứu của Đại học Barry (Miami, Florida, Mỹ) cho thấy: với 1 viên dầu nhuyễn thể Neptune Krill Oil (500 mg) mỗi ngày, sau 3-6 tháng, hoạt động trí não được cải thiện rõ rệt:
- Khả năng tập trung tăng thêm 60,2%
- Khả năng ghi nhớ tăng thêm 48,8%
- Khả năng lên kế hoạch tăng thêm 47,8%

### Cải thiện chứng tăng động giảm chú ý
Các nghiên cứu sử dụng dầu nhuyễn thể Neptune Krill Oil cho bệnh nhân mắc chứng tăng động giảm chú ý (ADHD) đang được tiến hành, kết quả ban đầu cho thấy dầu nhuyễn thể là một liệu pháp an toàn giúp cải thiện chức năng não cho các bệnh nhân ADHD, đồng thời các nhà nghiên cứu cũng quan sát thấy chất lượng sống của các bệnh nhân cũng được cải thiện nhờ các lợi ích khác do dầu nhuyễn thể mang lại.

## Chế biến, sản xuất
Sau khi đánh bắt, các loài động vật biển sẽ giảm dần độ tươi; một khi quá trình tự phân hủy bắt đầu, vi khuẩn có trong ruột, da và nước có thể dễ dàng xâm nhập vào các mô tế bào của những loài này, làm giảm độ tươi hoặc thậm chí ươn hôi. Nhuyễn thể là loài sinh vật nhạy cảm, dễ bị vi khuẩn xâm nhập, vì vậy chúng cần được xử lý ngay tại tàu khi đánh bắt, không giống như cá – có thể bắt đầu quá trình chế biến ở các nhà máy trên đất liền. Do đó, để đảm bảo tiêu chuẩn chất lượng cho dầu nhuyễn thể, quy trình chiết xuất cần được kiểm soát một cách chặt chẽ. Những sản phẩm dầu nhuyễn thể khác nhau được áp dụng các phương pháp chiết xuất với độ khó khác nhau. Bên cạnh đó, axit béo omega-3 và astaxanthin có trong dầu nhuyễn thể rất nhạy cảm với sự oxy hóa và dễ bị biến chất. Vì vậy, việc duy trì, theo dõi nhằm đảm bảo tính sinh khả dụng có trong mỗi sản phẩm đòi hỏi sự cẩn thận và kĩ càng. Một số cơ sở giúp đo lường thành phần và chất lượng của dầu nhuyễn thể như: về thành phần – nồng độ EPA/DHA, tổng mức phospholipid (% PL) và nồng độ astaxanthin, về chất lượng – chỉ số peroxide (xác định mức độ peroxy hóa), chỉ số trimethylamine (TMA) và tổng số nitơ bay hơi (TVN).
Phospholipid và astaxanthin có trong dầu nhuyễn thể, đều nhạy cảm với nhiệt độ và hóa chất. Vì vậy, quá trình chiết xuất và tinh lọc đòi hỏi kiến thức hóa học chuyên sâu cùng với quy trình kĩ thuật tỉ mỉ để có thể giữ lại sự tinh khiết, ổn định và đảm bảo chất lượng cho các sản phẩm. Quá trình tinh lọc dầu nhuyễn thể về cơ bản là khác hơn so với tinh lọc các loại dầu thủy sản khác (ví dụ như dầu cá). Các loại thủy sản khác thường sử dụng phương pháp tinh lọc triglyceride – tinh lọc chủ yếu dựa vào nhiệt độ cao và các chất hóa học mạnh. Hiện nay trên thế giới có 3 nhà sản xuất dầu nhuyễn thể chính thống đó là Neptune Technologies and Bioressources (ở Laval, Quebec, Canada), Aker Biomarine Antarctic AS (Oslo, Na Uy) và Enzymotec Ltd,. (Migdal Haemeq, Israel), PharmaCare Laboratories (Australia) với các nhãn hàng Bioglan Red Krill Oil.

## Sản phẩm chiết xuất
Trên thế giới hiện nay có rất nhiều loại dầu nhuyễn thể được sản xuất và phân phối rộng rãi. Theo những đánh giá từ các website và các trang báo uy tín, một số thương hiệu tiêu biểu về dầu nhuyễn thể có thể kể đến như: Neptune Krill Oil, Azantis Pure Krill Oil, Krill Omega, Nature Made Krill Oil, Omega Red. Trong đó, Neptune Krill Oil là sản phẩm thường được sử dụng trong các cuộc nghiên cứu thử nghiệm về tác dụng của dầu nhuyễn thể trên con người. Dầu nhuyễn thể Neptune Krill Oil nhận được rất nhiều chứng nhận quốc tế uy tín như New Dietary Ingredient (FDA, Mỹ); PARNUTS và Novel Food (EFSA, châu Âu), Natural Product Number (NNPD, Canada); Complementary Medicine (TGA, Úc); HALAL (IFANCA). Phát minh 6800299B1 (Mỹ) và phát minh 1417211B1 (châu Âu) công nhận Dầu nhuyễn thể Neptune Krill Oil chứa omega-3 gốc phospholipid nên tương thích và dễ hấp thu hơn 2,5 lần so với omega-3 gốc triglyceride trong dầu cá.